# 가와기시 유스케
가와기시 유스케(일본어: 川岸 祐輔, 1992년 5월 26일 ~ )는 일본의 전 축구 선수이다.

## 구단 경력
그는 2015년부터 2018년까지 J리그의 더스파구사쓰 군마에서 활동하였다.